# Marc Noni Arri Mucià
Marc Noni Arri Mucià (llatí: Marcus Nonius Arrius Mucianus) va ser un magistrat romà del segle iii.
Només és conegut per aparèixer mencionat als Fasti com un dels cònsols que va exercir el càrrec l'any 201 sota l'emperador Septimi Sever.